# محمد شرف الدين قلوز
محمد شرف الدين قلوز، ولد في 16 أبريل 1947 في الماتلين، هو سياسي تونسي.

## السيرة الذاتية
انتخب محمد شرف الدين قلوز نائبا في مجلس النواب بعد انتخابات 24 أكتوبر 2004 في المدة النيابية الحادية عشرة، وأعيد انتخابه في انتخابات 25 أكتوبر 2009 في المدة النيابية الثانية عشرة، وكان رئيس لجنة التجهيز والخدمات في هذا المجلس.

عين في 9 يونيو 1992 في منصب وزير التجهيز والإسكان في حكومة حامد القروي، وبقي على رأس الوزارة حتى 15 يونيو 1993.

من جهة أخرى ترأس محمد شرف الدين قلوز الاتحاد التونسي للتضامن الاجتماعي، وكذلك جمعية التنمية والتقدم بالماتلين.

## التشريفات
- الصنف الثالث من وسام 7 نوفمبر 1987 (تونس، 2006).

## مقالات
- السياسة البيئية في حوضي البحرين المتوسط والأسود والنموذج التونسي، مجلة الحياة النيابية، العدد 45، يناير 2001.